# Nebaj

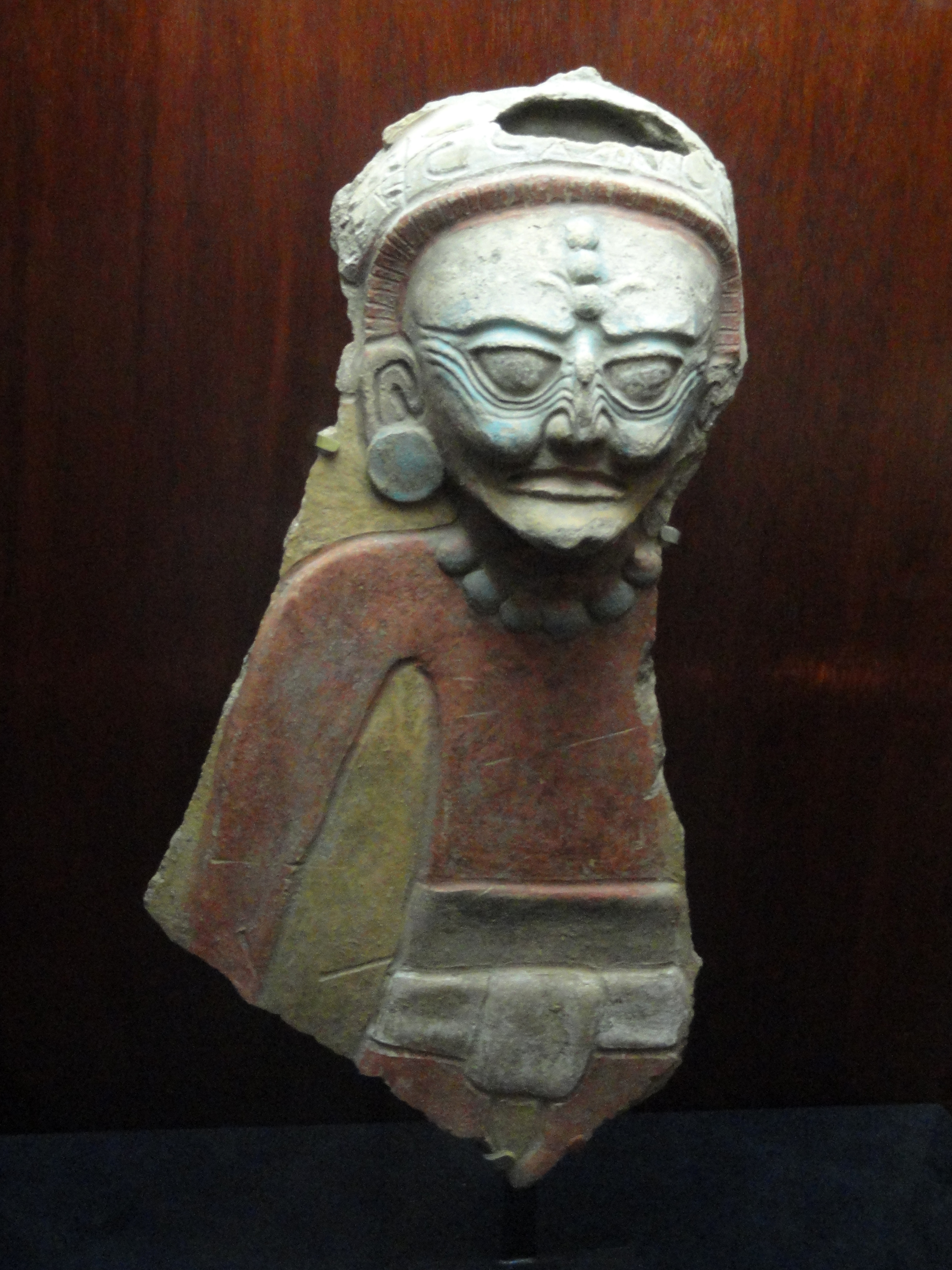
Vestige archéologique maya provenant de Nebaj

Nebaj est un site archéologique guatémaltèque de la civilisation maya situé dans le département du Quiché.